# Cleome lechleri
Cleome lechleri är en paradisblomsterväxtart som beskrevs av August Wilhelm Eichler. Cleome lechleri ingår i paradisblomstersläktet och familjen paradisblomsterväxter. Inga underarter finns listade i Catalogue of Life.
Arten förekommer glest fördelad i Anderna i Bolivia och Peru. Den listas av IUCN som livskraftig (LC).